# Wapen van Burgwerd

Wapen van Burgwerd

Het wapen van Burgwerd is het dorpswapen van het Nederlandse dorp Burgwerd, in de Friese gemeente Súdwest-Fryslân. Het wapen werd in 1969 in de huidige vorm geregistreerd.

## Geschiedenis
In de Johanneskerk van Burgwerd is een schildering bewaard gebleven van een kasteel op een terp met sterren aan weerszijden. Het kasteel en de terp maken het tot een sprekend wapen.

## Beschrijving
De blazoenering van het wapen in het Fries luidt als volgt:
Yn sulver in reade stins mei blau dak op in griene terp, en fierder twa reade seis-puntige stjerren.
De Nederlandse vertaling luidt als volgt: 
In zilver een rode stins met blauw dak op een groene terp, en verder twee rode zespuntige sterren.
De heraldische kleuren zijn: zilver (zilver), keel (rood), azuur (blauw) en sinopel (groen).

## Symboliek
- Sterren: ook aanwezig op het wapen van het geslacht Van Ockinga dat twee stinzen in het dorp bewoonde.[2]

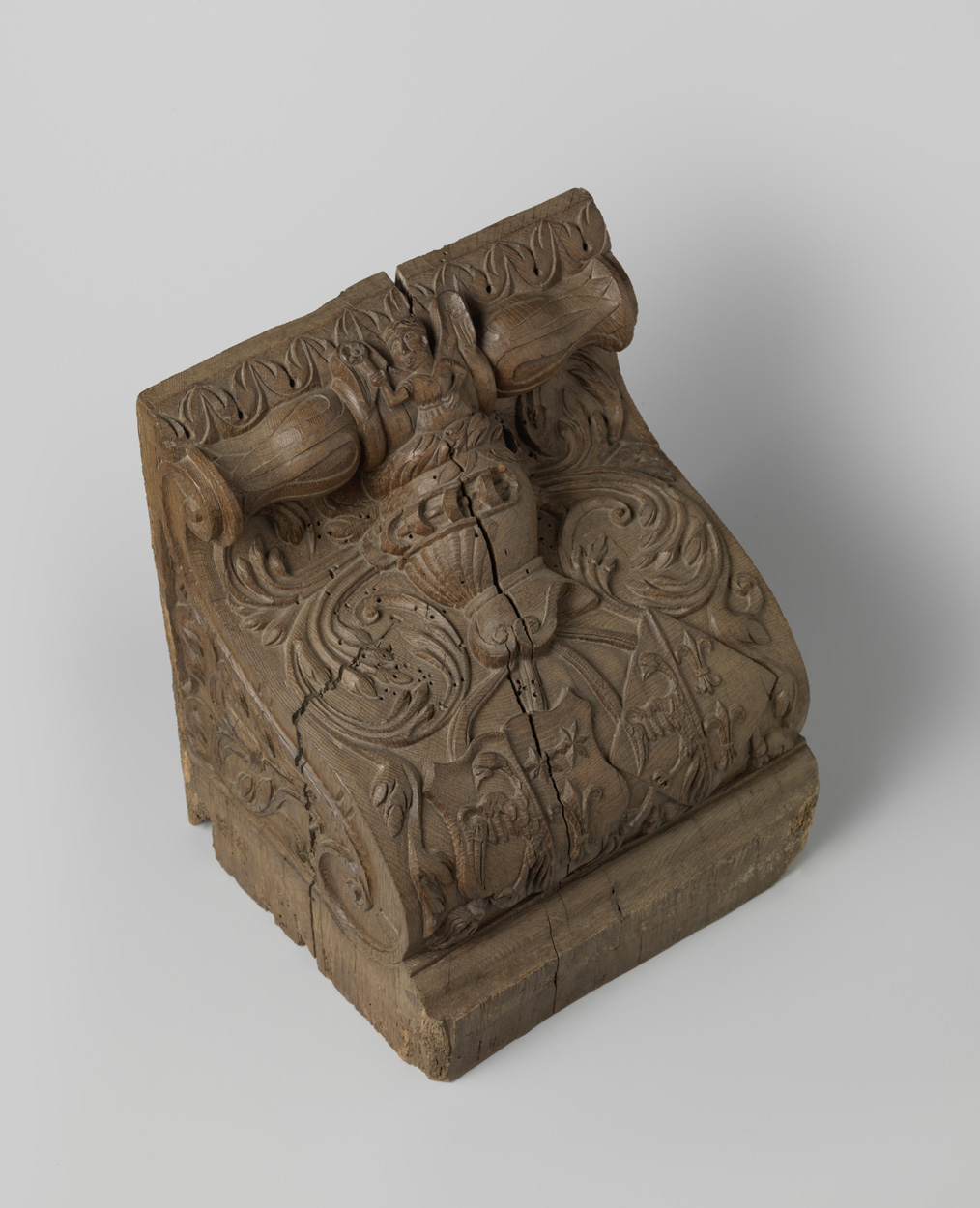
Korbeel met het wapen Van Ockinga (links).

## Zie ook

Vlag van Burgwerd